# 山下駅 (兵庫県)
山下駅（やましたえき）は、兵庫県川西市見野一丁目にある能勢電鉄の駅である。駅番号はNS10。
能勢電鉄の二つの路線が接続する結節点である。

## 利用可能な鉄道路線
- 能勢電鉄
  - 妙見線
  - 日生線

当駅は日生線の起点となっているが、運転系統上では妙見線川西能勢口方面からの列車が一部を除き日生線に入るようになっており、妙見線妙見口方面は一部を除き当駅で折り返し運転を行っている。
妙見線は当駅と終点の妙見口駅との間で単線となる。

## 歴史
- 1923年（大正12年）11月3日：開業[1][2]。当時は現在の駅前広場よりも50m西側に駅があった[1]。線路は駅に至るバス道路にほぼ沿っており、現在の山下立体駐車場に沿ってほぼ90度の急カーブがあった[1][4]。
- 1976年（昭和51年）4月11日：高架化し、現在地に移転[1][2]。
- 1978年（昭和53年）12月12日：日生線開業[2][5]。
- 1997年（平成9年）11月17日：特急「日生エクスプレス」運転開始[2]。

## 駅構造

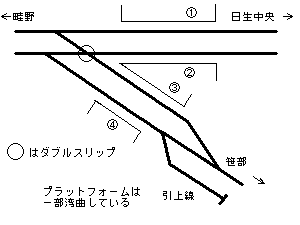
構内配線図

島式1面2線と外側に相対式2面2線のホームを持つ高架駅。中央の島式ホームは二等辺三角形に近い形になっている。
駅は3階建てで、1階に改札口と助役室やトイレ（車椅子用も併設）、2階に乗り換え用のコンコース、3階にホームがある。
エレベーターはすべてのホームに設置されているが、1階の改札口とホームを直接結んでいるのは中央の2・3号線ホームに設置されたものだけで、残りの2つのホームのものは2階と3階の間だけを結んでいるため、2階で中央のエレベーターに乗り換えることになる。
エスカレーターは設置されていないが、全ての階段に2段式手すりが設置されている。かつては1階改札口前に売店があったが、現在は営業していない。
| 1 | ■日生線 | 日生中央行     |                  |  |
| 2 | ■日生線 | 日生中央行     | 日生線 1号線経由 |  |
| 2 | ■日生線 | 川西能勢口方面 | 日生中央始発列車 |  |
| 3 | ■妙見線 | 妙見口方面     |                  |  |
| 4 | ■妙見線 | 使用停止       | [ 6 ]            |  |

- 各ホームの有効長は、1・2号線が8両編成、3号線が6両編成、4号線が4両編成分。すべてのホームの中ほどに待合室が設置されている。また、当駅から妙見口方面のホーム有効長は4両までである。
- 当駅と妙見口間で運転される区間列車は3号線に到着し、そのまま折り返す。
- 2022年12月17日のダイヤ改正より、川西能勢口方面からは日生線への直通が主体となったため[3]、川西能勢口方面は原則2号線から発車するようになった。妙見口方面の列車は主に3号線に発着する。ダイヤ改正以前は川西能勢口発着の列車が妙見口と日生中央へ交互に直通していた[7]。
- 2025年2月22日のダイヤ改正より妙見口始発の川西能勢口行きがなくなり、営業列車では4号線は使用されなくなった。
- 当駅の妙見口方、日生中央方ともにホームを出るとすぐに線路は曲線となる。そのため、分岐器を設置する余裕が無く、妙見口方については直線となる笹部駅直前までを当駅構内として設置され（この区間は駅構内であるため、単線並列ではない）、日生中央方には設置されていない。
- 旧駅時代は、列車交換が可能な相対式2面2線のホームを持つ地上駅で、駅舎は下りホーム側にあり、上下ホームは構内踏切で連絡されていた[8]。

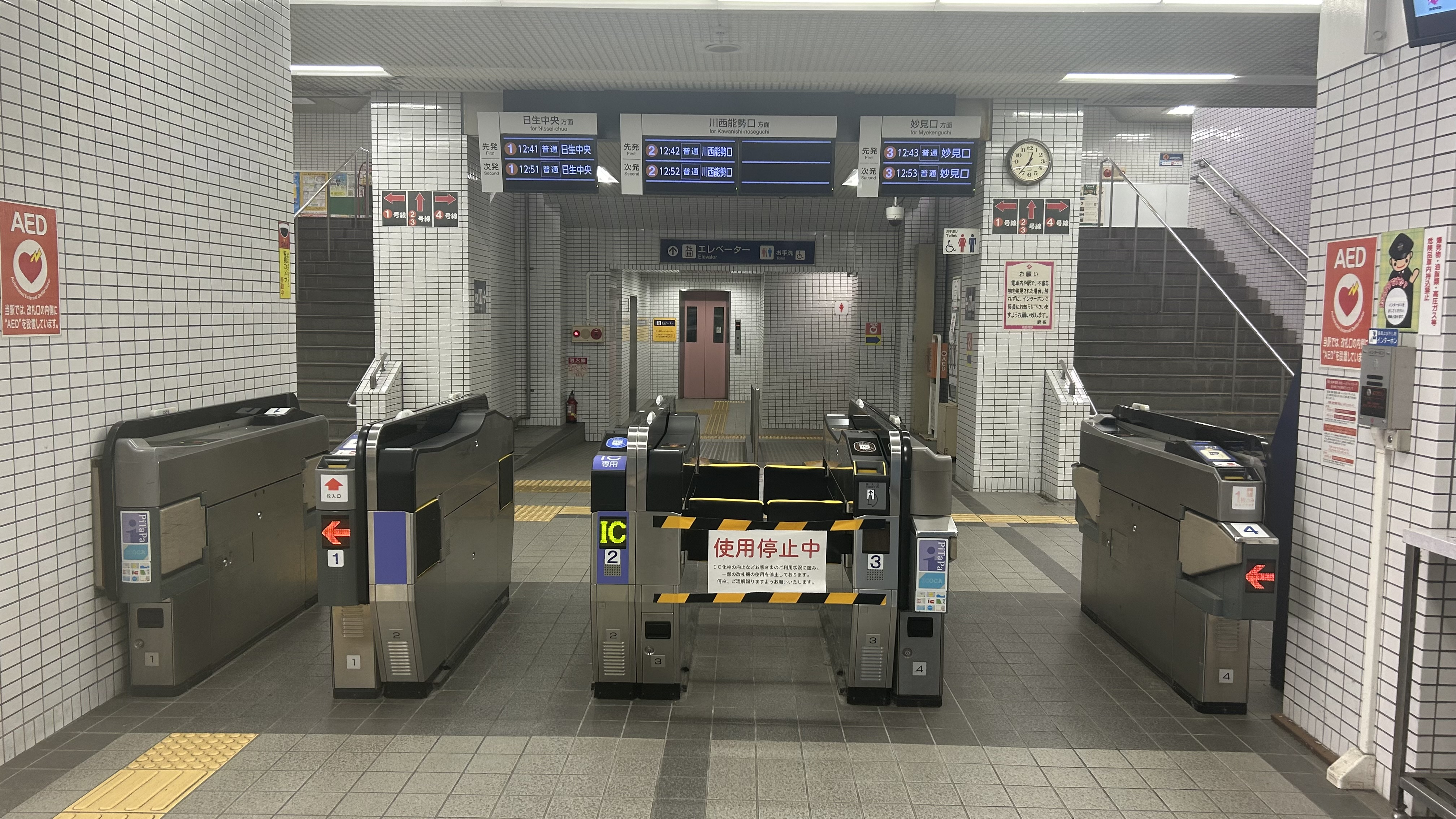
改札口
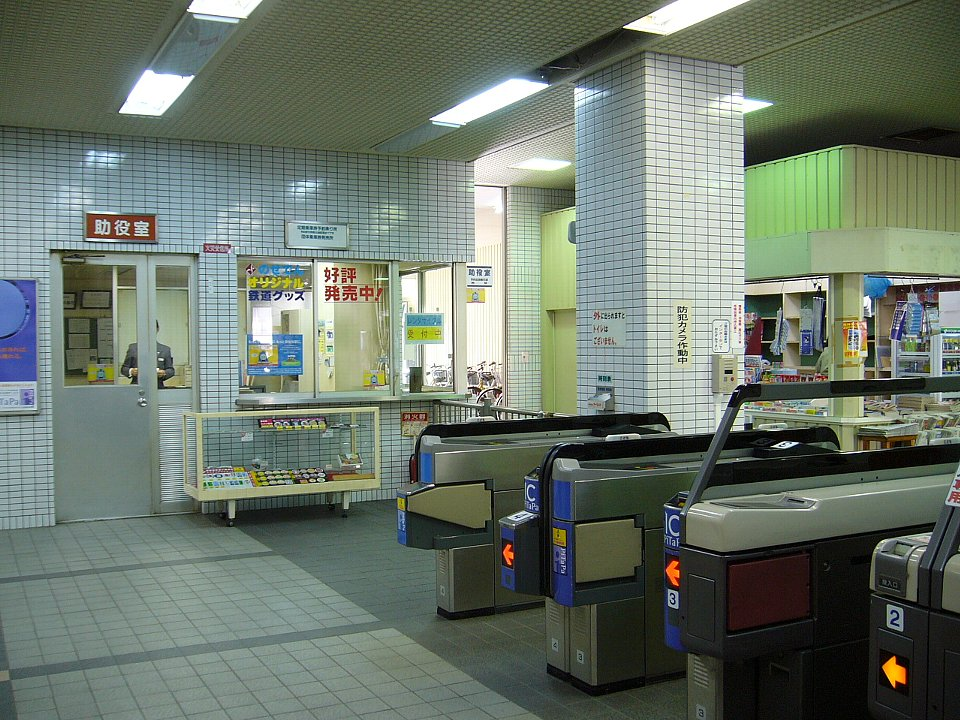
改札と助役室
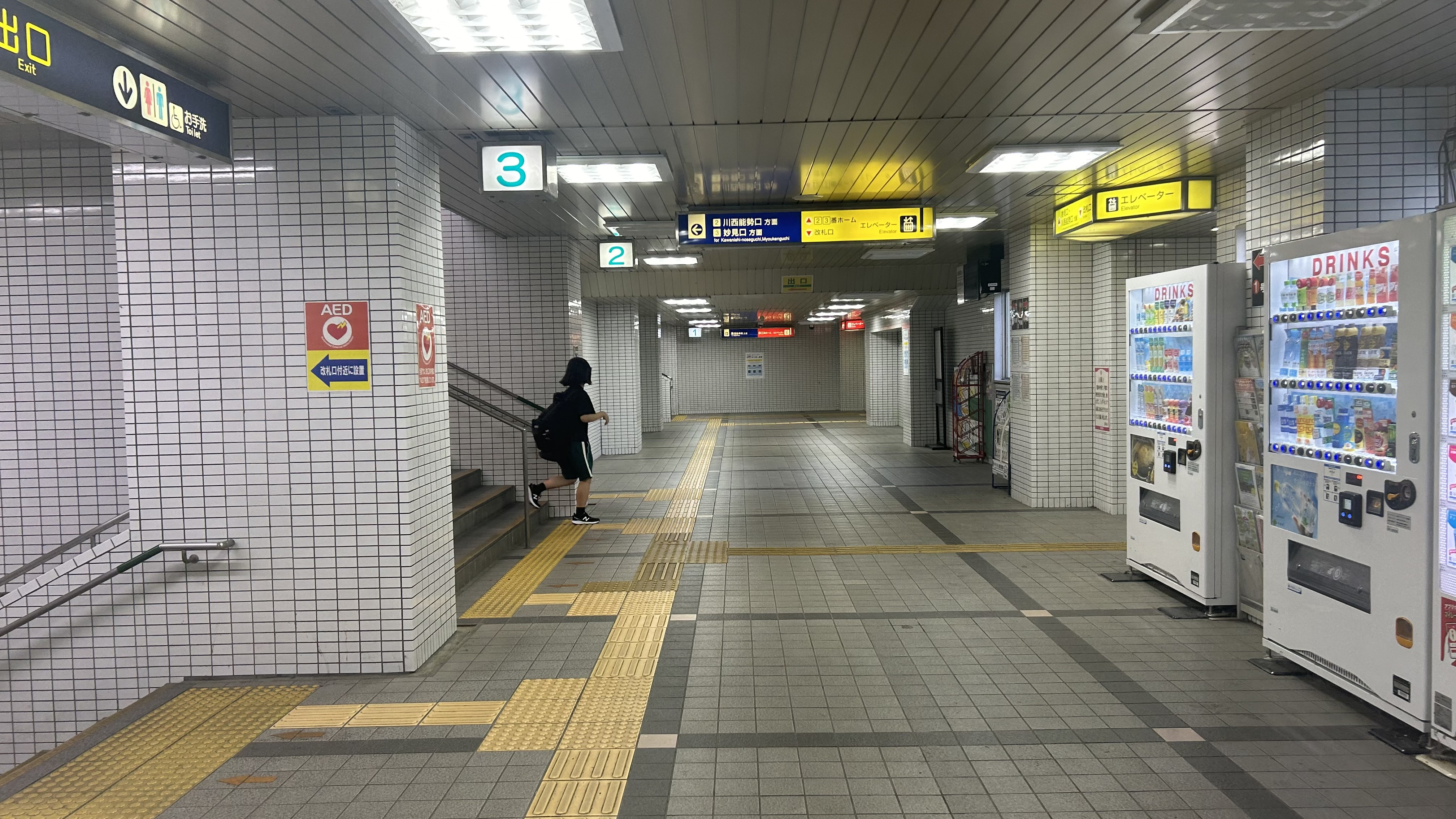
コンコース
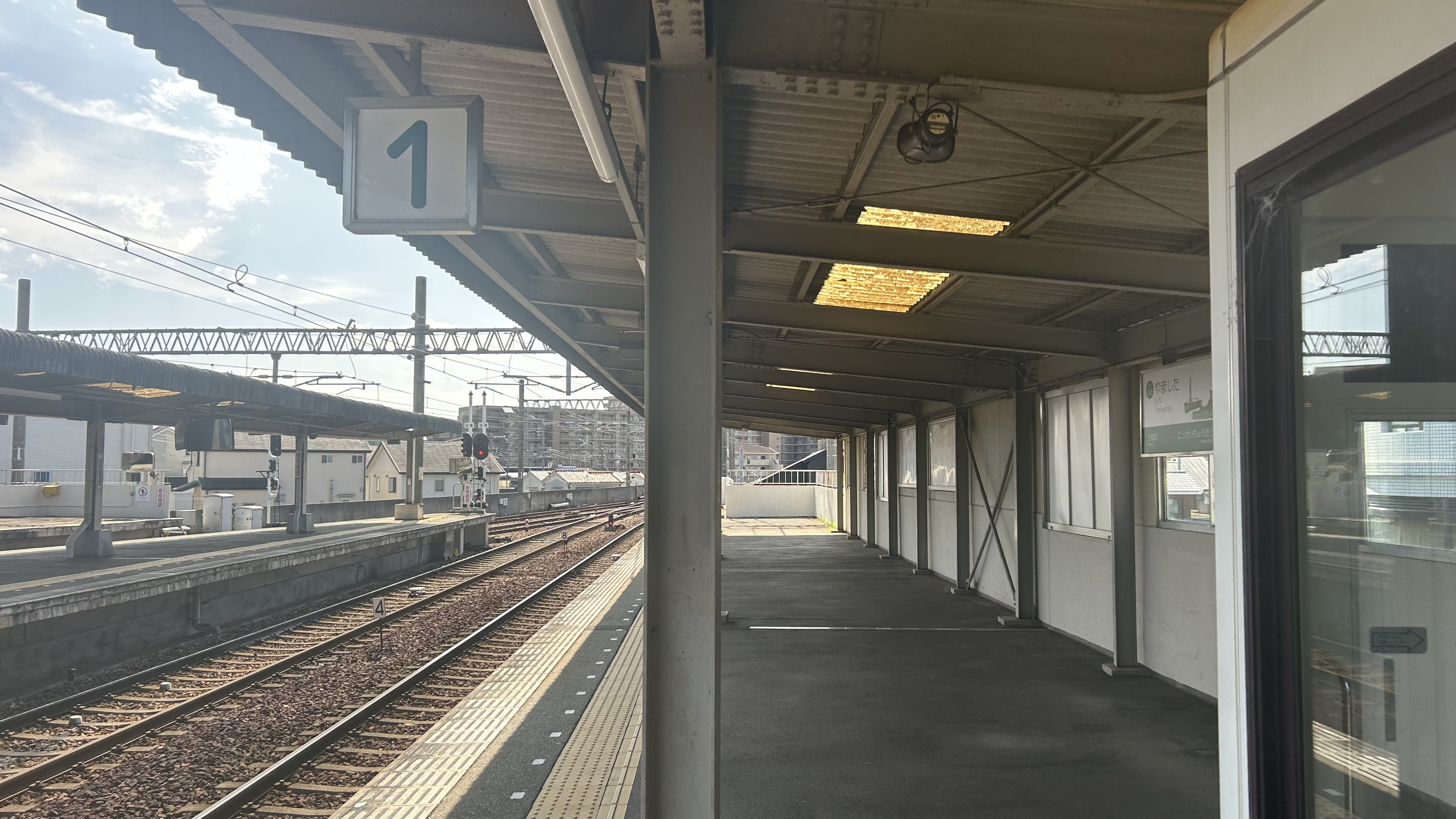
1号線ホーム
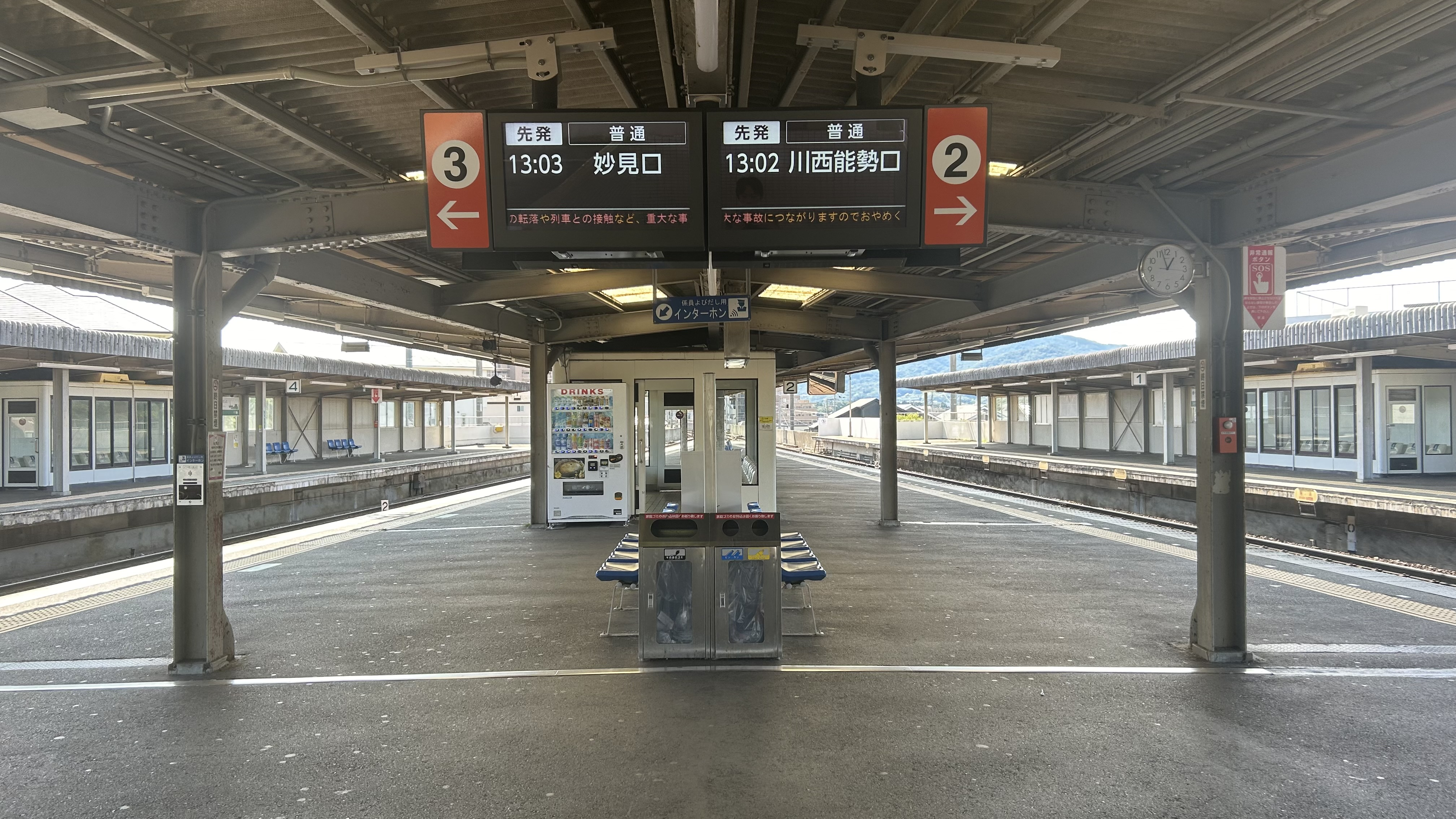
2・3号線ホーム
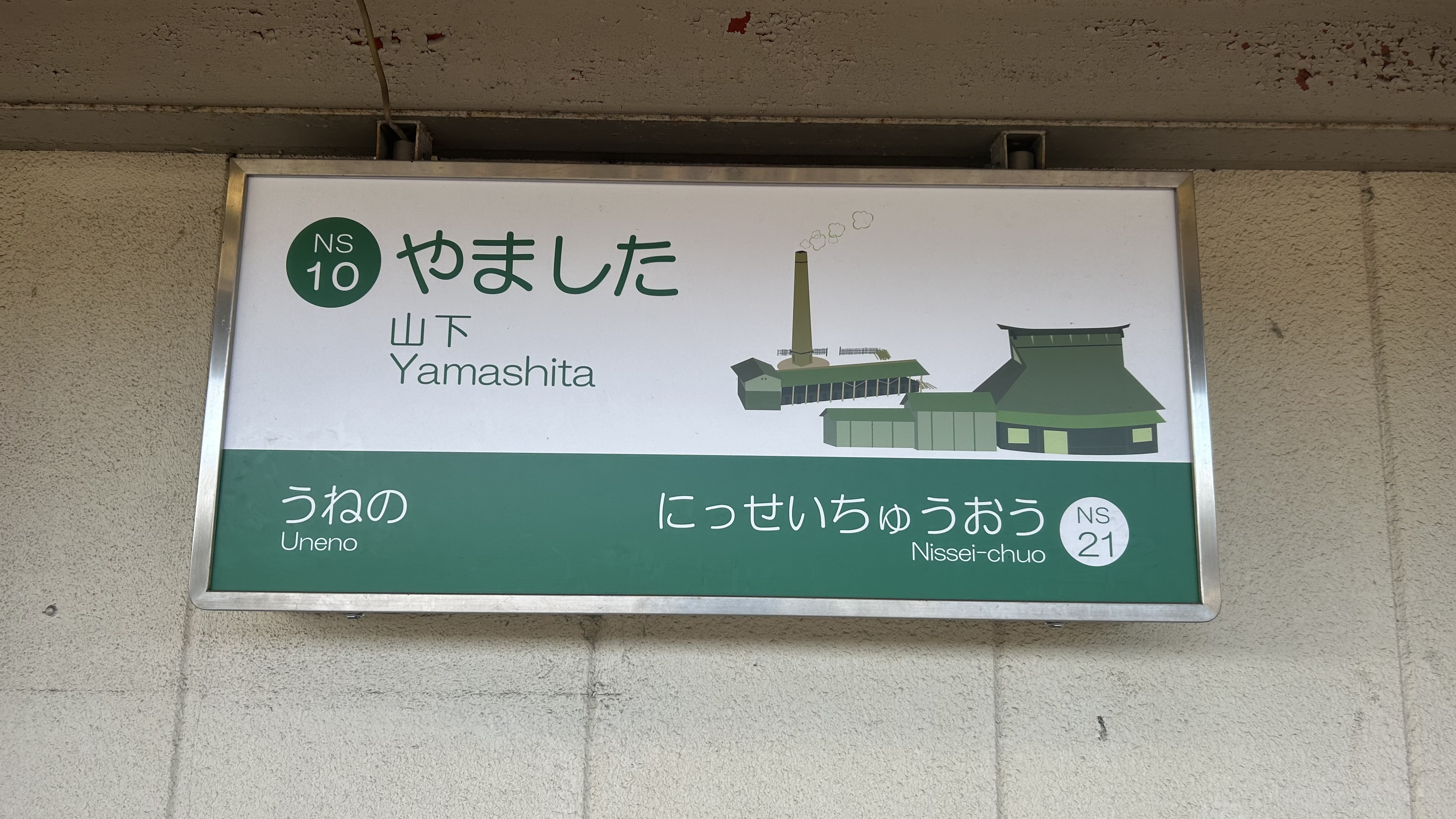
駅名標
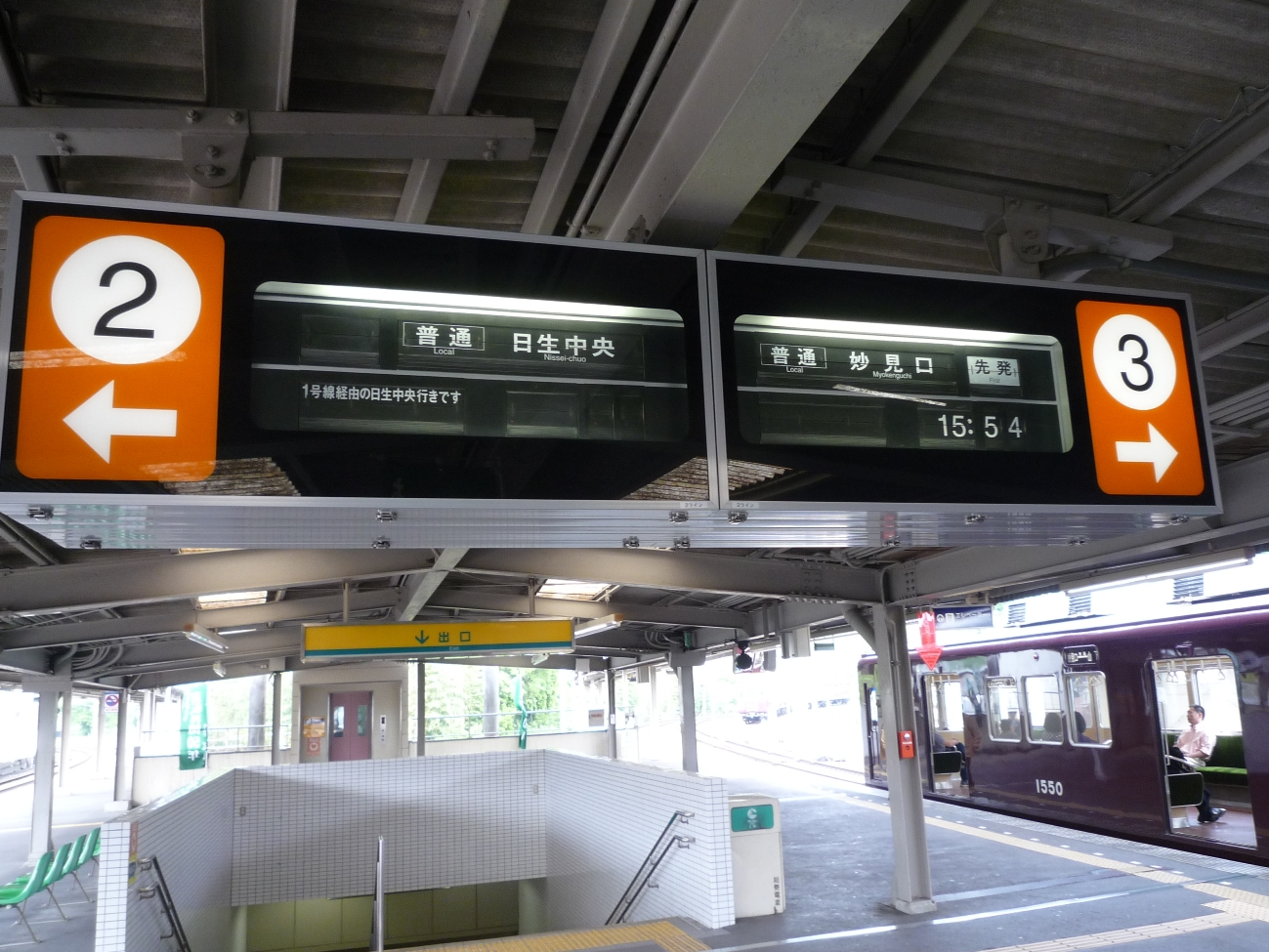
「1号線経由の日生中央行きです」表示の反転フラップ式案内表示機（2022年1月19日撤去）
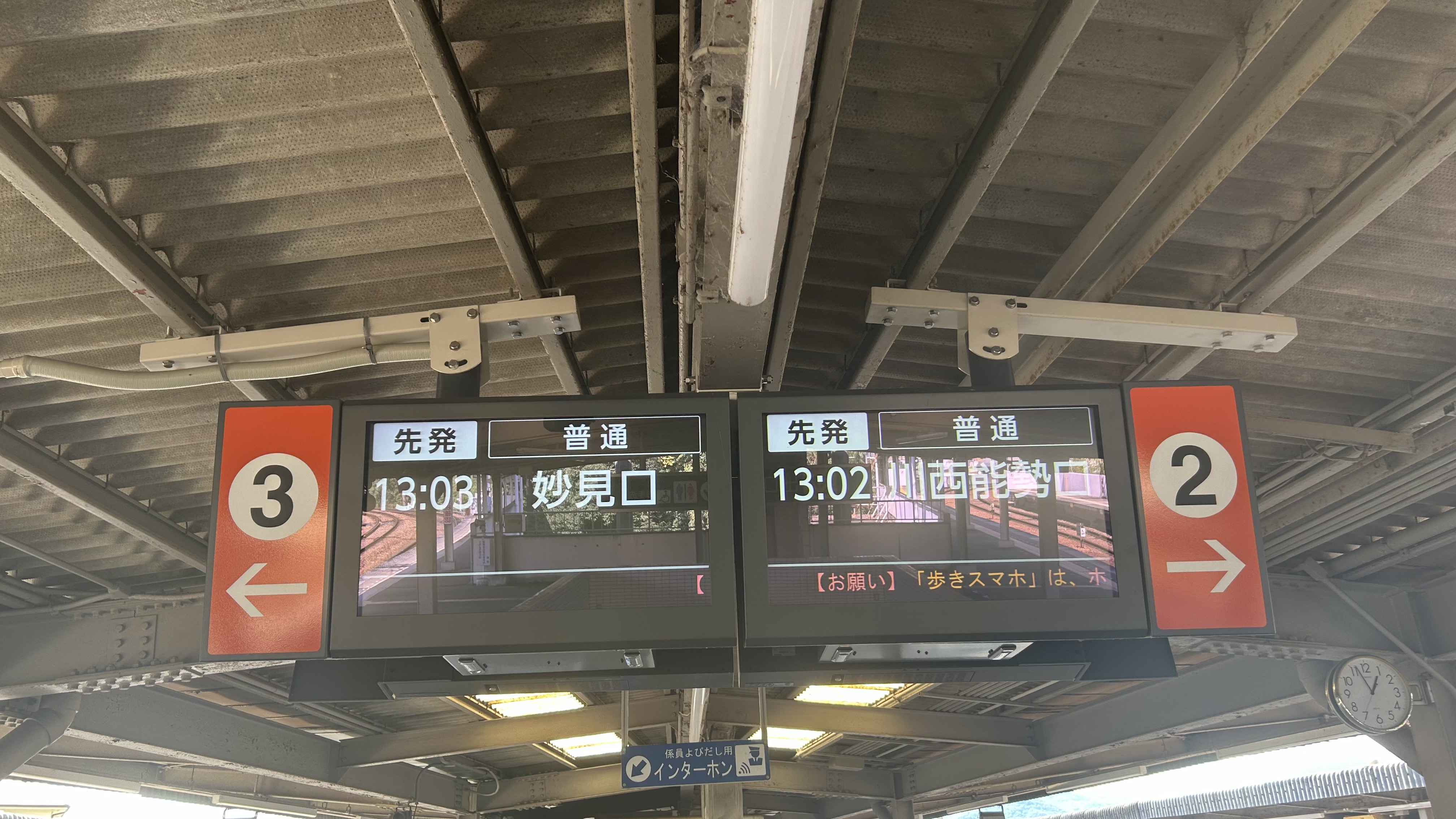
現在の行先表示機

## 日生線の区間列車の運行形態
特筆すべき点として、日生線の当駅 - 日生中央駅間の区間運転列車の運行形態が挙げられる。
日生中央からの当駅止まりの列車は、まず2号線に入線する。ここで、対面にある3号線に停車した川西能勢口発妙見口行きからの乗り換え客を乗せた後、日生中央行きとなる列車は一旦川西能勢口方に引き上げ、妙見線と日生線の分岐部のダブルスリップを過ぎた所で停車する。そこから方向転換して当駅の1号線に入線し、当駅からの乗客を乗せて日生中央へ向かう。結果として、回送を経ずに路線上でのスイッチバック運転を行うという極めて特異な形態となっている。
この一連の流れは乗り換え客の便宜を考慮したものであるが、運用の面では乗客を乗せたまま円滑に日生中央方に折り返すための苦肉の策でもある。かつては当駅で日生中央方面に折り返す列車のために、2号線から直接日生中央方面へ接続する渡り線が存在していたが、日生エクスプレスの運転開始に伴い1・2号線の有効長が8両編成分に延長されたことと、当駅を出ると曲線に加えて下りの勾配もかかるといった線形の問題から、やむなく撤去された経緯がある。
日生中央からの区間列車が2号線に到着する際、ホームの行先案内表示器には「1号線経由の日生中央行きです」と表示され、発車時刻は表示されない。
2022年12月17日のダイヤ改正以前は終日この運行形態であったが、ダイヤ改正以降は、日中の列車が川西能勢口方面と日生線の直通となったため、早朝・深夜のみの運行形態となった。

## 利用状況
川西市統計年鑑によると、1日の平均乗車人員ならびに乗降人員は以下の通りである。
| 年度   | 1日平均 乗車人員 | 1日平均 乗降人員 |
| ------ | ---------------- | ---------------- |
| 2013年 | 3,607            |                  |
| 2014年 | 3,362            |                  |
| 2015年 | 3,441            |                  |
| 2016年 | 3,531            |                  |
| 2017年 | 3,436            |                  |
| 2018年 | 3,368            |                  |
| 2019年 | 3,267            | 6,474            |
| 2020年 | 2,842            | 5,612            |
| 2021年 | 2,812            | 5,561            |
| 2022年 | 2,802            | 5,555            |
| 2023年 | 2,903            | 5,678            |

## 駅周辺
- 川西市郷土館
- 川西市東谷公民館
- 川西市営東団地
- 川西見野郵便局
- 川西市消防本部 北消防署
- 川西市立東谷幼稚園
- 川西市立東谷小学校
- 川西市立東谷中学校
- 兵庫県立川西北陵高等学校
- 大和団地（阪急北ネオポリス）
- 鳴尾ゴルフ倶楽部
- サンディ 川西山下店
- ミニストップ 川西見野2丁目店
- リサイクルショップドリーム 川西店
- 池田泉州銀行 山下支店（旧：池田店）
- 国道173号（能勢街道）

## バス路線
駅の西側に阪急バスの西能勢線・平野山下線が乗り入れている。停留所名は「山下駅」。2022年10月現在の発着路線は下記の通り。
- 73系統 - 能勢町宿野 行き（一庫ダム・森上経由）
- 77系統 - 豊中センター前 行き（一庫ダム・森上・能勢町宿野経由）
- 74系統 - 口山内 行き（一庫ダム・森上・能勢町宿野経由）※平日のみ
- 76系統 - 日生中央駅 行き　※土休日1本のみ運転
- 100系統 - 平野駅 行き（グリーンハイツセンター経由）

## 隣の駅
能勢電鉄
妙見線

■普通
畦野駅 (NS09) - 山下駅 (NS10) - 笹部駅 (NS11)
日生線
■特急「日生エクスプレス」・■普通
畦野駅 (NS09)（妙見線） - 山下駅 (NS10) - 日生中央駅 (NS21)